# Cis-element
Een cis-element of cis-regulatie-element is een regio van het DNA of RNA die de genexpressie reguleert en op hetzelfde chromosoom van het DNA ligt. Dit cis-element is vaak een bindingsplaats voor één of meer trans-regulatiefactoren. Een cis-element kan zitten bij het 5'-eind van de coderende sequentie van het gen dat het reguleert (in de promotorregio of verder bovenstrooms), in een intron of 3' van de coderende sequentie van het gen, zowel in de niet-getransleerde als in de niet-getranscribeerde regio.
Cis-elementen die de transcriptie remmen worden silencers genoemd en die de transcriptie bevorderen heten enhancers. De gezamenlijke cis-/trans-activiteiten in de promotor bepalen uiteindelijk de intensiteit waarmee de RNA-polymerase de transcriptie uitvoert.
In het Ti-plasmide van agrobacteriën zijn aan de linker- en rechtergrens (left border (LB), right border (RB)), die in het plasmide het t-DNA (transfer-DNA) flankeren, herhalingen van 25 basen te vinden.
Deze worden als essentiële cis-elementen voor het overdragen van het t-DNA gezien.
Een ander voorbeeld van een cis-element is de riboswitch.
Ook de operator in het lac-operon is een cis-element. Deze DNA-sequentie wordt gebonden door de lac-onderdrukker, dat op zijn beurt de transcriptie van aanliggende genen op hetzelfde DNA-molecuul voorkomt. De lac-operator wordt dus beschouwd als cis-werkend bij de regulatie van de nabijgelegen genen. De operator zelf codeert niet voor een proteïne of RNA.